# Будинок на вулиці Галицькій, 10 (Львів)
Будинок за адресою вулиця Галицька, 10 у Львові — багатоквартирний житловий чотириповерховий будинок з магазинним приміщенням на першому поверсі. Постановою Ради Міністрів УРСР № 442 від 06.09.79 р. кам'яниця включена до Національного реєстру пам'яток під охоронним номером 1283. Розташований у квартальній забудові, обмеженої вулицями Галицькою, Староєврейською, Театральною і Братів Рогатинців.

## Історія
1760 року Войцех Бем та його дружина Йоанна придбали старий будинок, на місці якого через деякий час звели новий. Після смерті чоловіка Йоанна Бем 1798 року продала будинок Антонієві Фрикові. Пізніше будинок зазнав багато змін, наймасштабніші з яких відбулися 1850 року, коли було прибудовано триповерховий флігель. 1875 року надбудовано четвертий поверх. У 1894 році проводилася реконструкція вітринних вікон, тоді ж було пошкоджено первинне зображення лебедя. Сучасного вигляду будинок набрав 1912 року, коли проводилася реконструкція стін першого поверху, та облаштовано сходи з магазинних приміщень першого поверху на другий. Тоді ж було встановлено нове скульптурне зображення лебедя.
На початку ХХ століття в будинку містилися:
- ресторан Роберта Томніцького;
- ательє Тадеуша Венґлярського і Юзефа Дадея.

На другому поверсі була корпорації львівських столярів.
В будинку проживали:
- Іда Данек — вчителька музики;
- Ян Данек — керівник фірми;
- Юзеф Данек — кахлярський майстер;
- Андрій Казновський — кравець;
- Кароль Романський — каменярський майстер;
- Соломон Вішновіц — купець;
- Єнджей Вінніцький — возний намісництва;
- Едмунд Волькен — адвокат;
- Кароліна Доманська;
- Марія Шульц.

За Другої Речі Посполитої тут було ательє жіночих капелюхів Шренцеля, а після війни ательє мод, в 1960-х крамниця «Малятко». За часів незалежності на початку 2000-х перший та другий поверх будинку займає ресторан швидкої їжі «Де Манджаро».

## Архітектура
Чотириповерховий цегляний будинок. Фасад асиметричний, з зміщеним вліво головним входом, над яким скульптурне зображення лебедя, який за проектом 1875 року був поміщений по центрі фасаду. Вікна другого поверху великі прямокутні, без обрамувань. Вікна третього та четвертого поверху вміщені між вертикальними пілястрами. Усі поверхи розділені між собою карнизами. Завершений будинок карнизом з сухариками та модульйонами.